# David Simonsen
David Jacob Simonsen (født 17. marts 1853 i København, død 15. juni 1932 sammesteds) var uddannet i København og Breslau og var overrabbiner 1892-1902. Hans store bogsamling, dækkende mange humanistiske discipliner og sprogområder, samt hans arkiv blev i 1932 erhvervet af Det Kongelige Bibliotek.

## Virke
Han var søn af vekselerer Jacob Simonsen (1821-1880) og hustru Rose født Hahn (1826-1869), blev student fra Det von Westenske Institut 1870, studerede på Københavns Universitet østerlandske sprog under A.F. van Mehren og samtidig jødisk teologi. Allerede som 20-årig besvarede han, samtidig med Frants Buhl, Universitetets prisopgave over et emne inden for den arabiske og hebraiske syntaks og fik, ligesom Buhl, et accessit (1874). Fra dette år studerede han i Breslau, hvor han i 1879 tog eksamen som rabbiner. Samme år ægtede han 25. maj Cora Salomon (18. marts 1856 – 13. januar 1938), datter af grosserer Heyman Joel Salomon (1822-1892) og hustru Therese født Oettinger (1820-1858). Fra samme år var han hjælperabbiner i Mosaisk Trossamfund og fra 1892 til 1902 overrabbiner (afløste Abraham Wolff) og den første danskfødte rabbiner. Han foretrak at være i Danmark og afslog tilbud om at blive docent i Breslau og i Ramsgate (nu Jews' College) i London. 1903 blev han titulær professor.
Han gik formentlig af for at hellige sig helt og holdent til sin bogsamling, som ved hans død omfattede 40.000 bind, heraf halvdelen judaica og hebraica. Hans brevsamling var på 60.000 dokumenter. En uge før sin død solgte han hele samlingen til Det Kongelige Bibliotek. Fotos fra omkring 1930 dokumenterer situationen i Simonsen-parrets lejlighed i Skindergade 28, hvor de måtte købe en ekstra lejlighed for at have et sted at kunne være. Angiveligt led bygningen også under vægten af de mange tons bøger.
David Simonsen var en usædvanlig lærd mand, og hans viden omfattede mange områder  .
Både i sin tid som rabbiner og især efterfølgende under 1. verdenskrig udfoldede Simonsen et meget stort filantropisk arbejde, både i Danmark og udlandet. Han var formand for det permanente Centralråd, som var blevet nedsat af Conférence universelle juive de secours og sad som ledende bestyrelsesmedlem i en række, både danske og udenlandske, velgørende selskaber. Han modtog Fortjenstmedaljen i guld 1928.
Parret fik ikke børn.
Simonsen og hustru er begravet på Mosaisk Vestre Begravelsesplads. Der findes to malerier efter fotografi, det ene af Max Nathan i Det mosaiske Trossamfunds administrationsbygning, det andet i Det kgl. Bibliotek. Desuden et litografi af Harald Jensen 1903 og en tegning af Gerda Ploug Sarp.

## Arkivet
Brevene i arkivet, hvis afsender/modtagerliste indeholder ca. 4.700 navne, afspejler Simonsens meget store net af kontakter i ind- og udland. Gennem sin uddannelse i Breslau fik han kontakt til de ledende indenfor datidens forskning omkring jødedommen og jødisk historie, men hans interesse for andre fag bragte ham også i kontakt med videnskabsfolk indenfor historie, arkæologi mm. Hans virke som filantrop gav anledning til korrespondance med politiske og andre organisationer, men medførte også, at han modtog breve fra "menigmand" i Danmark og i udlandet, som havde brug for støtte. I brevsamlingen findes også en gruppe breve ”fra andre til andre”, det vil sige breve, som ikke er fra/til David eller Cora Simonsen, men udgør korrespondance mellem andre personer. De kan være kommet ind i arkivet enten som bilag til breve eller som følge af David Simonsens engagement i hjælpearbejdet under første Verdenskrig, da han, delvis i samarbejde med Røde Kors, formidlede breve mellem personer i krigsførende lande . Arkivet indhold giver derfor et billede af en dansk kulturpersonlighed, som virkelig sad "midt i det hele" i perioden ca. 1880-1932. (David Simonsen Arkivet (adgang til de digitale faksimileudgaver) Arkiveret 28. marts 2014 hos  Wayback Machine)

## Håndskriftssamlingen
David Simonsens samling af håndskrifter (ca. 160 stk.) blev erhvervet i 1932 af Det Kongelige Bibliotek, sammen med hans private bibliotek. Hoveddelen af teksterne er relaterede til halakhah, dvs. juridiske fortolkninger af den hebraiske Bibel, og andre af jødedommens, og den jødiske kulturs, konstituerende tekster, f.eks. Talmud. Men man finder også dokumenter som vedrører personers og menigheders historie. I 2009 er de blevet digitaliseret og gjort tilgængelige online (David Simonsens Håndskrifter (adgang til de digitale faksimileudgaver) Arkiveret 9. november 2009 hos  Wayback Machine).

## Udvalgte udgivelser[4]

### Bøger
- Skulpturer og Indskrifter fra Palmyra i Ny Carlsberg Glyptotek beskrevne og forklarede, 1889  Link til digital udgave (også fransk udg.)
- Jødiske Æventyr og Legender, oversat af David Simonsen, 1928, 158 sider

### Artikler
- Le Psaume XXII et la Passion de Jesus, i: Revue des Ètudes juives, 1891, bd. 12, side 283-285
- Unechte Verse im im Shir ha-kavod, i: Monatschrift, 1893, bd. 37, side 463-467 Arkiveret 7. april 2014 hos  Wayback Machine Link til digital udgave
- Til Koppeindpodningens Historie, i: Ugeskrift for Læger, 1894, 5. Række, I bd., side 232-236
- Zur Bücherkunde Leipzig 1896 7 sider Arkiveret 7. april 2014 hos  Wayback Machine Link til digital udgave (Særtryk af Festschrift zum 80. Geburtstage M. Steinschneider's, Leipzig 1896)
- Den sorte Død i Centralasien ,i: Ugeskrift for Læger, 1898, 5. række, 5. bd. side 457-458 Arkiveret 7. april 2014 hos  Wayback Machine Link til digital udgave
- Arabic Responses of Maimonides, i: The Jewish Quartely Review, 1900, bd. 12, side 134-138
- Hebraisk Bogtryk i ældre og nyere Tid. Med 16 Afbildinger i fotografisk Ætsning, i: Bogvennen, København 1900, side 1-29 (Særtryk i 150 Eksemplarer, København 1901, 29 sider
- Der vergessene Verbalstamm [jph] und einige seiner Derivate, i: Monatsschrift 1901, bd. 45, side 361-364
- Ordenes Liv. (Et Brev i Anledning af Prof. Kr. Nyrops Bog Ordenes Liv, Dania, 1903, bd. 10, side 175-177
- Min Religion og min Livsanskuelse, i: Dansk Tidsskrift, 1904, bd. 7, side 497-510
- Zur Geschichte der Familie Liebmann (Berlin), i: Zeitschrift für hebräische Bibliographie 1905, bd. 9, side 44-49
- Le Pourim de Saragosse est un Pourim de Syracuse, 1910, 8 sider (Særtryk af Revue des Ètudes juives, 1910, bd. 25)
- Ein Midrasch im IV. Buch Esra, 1911, 9 sider. (Særtryk af Festschrift zu Israel Lewy's 70. Geburtstag, Breslau, 1911, side 270-278)
- Mendelssohniana — aus Danemark, Breslau, 1916. (Særtryk af Festschrift sum siebzigsten Geburtstag Martin Philipsons, Breslau, 1916)
- Dänemark und die Juden in Prag 1745, Berlin und Wien 1917, 10 sider (Særtryk af Festschrift Adolf Schwarz zum siebzigsten Geburttag 15. Juli 1916, Berlin, Wien 1916)
- Musketérens Edsaflæggelser. Et Bidrag til dansk Rettergangs Historie, i: Tidsskrift bd. 2, hæfte 3, København 1920, side 191-196
- Eigentumliche Namen, Breslau 1929. ( Særtryk af Festschrift zum 75 jährigen Bestehen des Jüdisch-Theologischen Seminars Fraenckelscher Stiftung, II. Band, Breslau 1929, side 367-371)